# Campeonato Mundial de Voleibol Masculino de 2006
El XVI Campeonato Mundial de Voleibol Masculino se celebró en Japón entre el 17 de noviembre y el 3 de diciembre de 2006 bajo la organización de la Federación Internacional de Voleibol (FIVB) y la Asociación Japonesa de Voleibol.

## Sedes
| Grupo         | Ciudad    | Instalación                     | Capacidad |
| ------------- | --------- | ------------------------------- | --------- |
| A             | Saitama   | Saitama Super Arena             | 21 000    |
| B             | Fukuoka   | Marine Messe Fukuoka            | 8500      |
| C             | Nagano    | Arena de Nagano                 | 8000      |
| D             | Sendai    | Gimnasio de la Ciudad de Sendai | 8600      |
| Segunda ronda | Hiroshima | Green Arena                     | 7000      |
| Ronda final   | Tokio     | Gimnasio Metropolitano de Tokio | 10 000    |

## Grupos
| Grupo A     | Grupo B   | Grupo C         | Grupo D       |
| ----------- | --------- | --------------- | ------------- |
| Japón       | Brasil    | Italia          | Serbia        |
| Argentina   | Francia   | Estados Unidos  | Rusia         |
| Polonia     | Grecia    | Venezuela       | Corea del Sur |
| China       | Cuba      | Bulgaria        | Canadá        |
| Egipto      | Australia | Irán            | Túnez         |
| Puerto Rico | Alemania  | República Checa | Kazajistán    |

## Primera ronda

### Grupo A
| Equipo      | J | G | P | SG | SP | DS  | PTS |
| ----------- | - | - | - | -- | -- | --- | --- |
| Polonia     | 5 | 5 | 0 | 15 | 0  | +15 | 10  |
| Japón       | 5 | 3 | 2 | 11 | 10 | +1  | 8   |
| Argentina   | 5 | 2 | 3 | 9  | 11 | -2  | 7   |
| Puerto Rico | 5 | 2 | 3 | 9  | 12 | -3  | 7   |
| China       | 5 | 2 | 3 | 9  | 13 | -4  | 7   |
| Egipto      | 5 | 1 | 4 | 8  | 14 | -6  | 6   |

- Resultados

| Fecha    | Hora² | Partido¹    | Partido¹ | Partido¹    | Resultado |
| -------- | ----- | ----------- | -------- | ----------- | --------- |
| 17.11.06 | 13:00 | Polonia     | -        | China       | 3-0       |
| 17.11.06 | 15:00 | Puerto Rico | -        | Argentina   | 3-2       |
| 17.11.06 | 18:00 | Egipto      | -        | Japón       | 2-3       |
| 18.11.06 | 13:00 | Argentina   | -        | Polonia     | 0-3       |
| 18.11.06 | 15:00 | Egipto      | -        | Puerto Rico | 3-2       |
| 18.11.06 | 18:00 | Japón       | -        | China       | 2-3       |
| 19.11.06 | 13:00 | China       | -        | Argentina   | 2-3       |
| 19.11.06 | 15:00 | Polonia     | -        | Egipto      | 3-0       |
| 19.11.06 | 18:00 | Puerto Rico | -        | Japón       | 1-3       |
| 21.11.06 | 13:00 | Egipto      | -        | China       | 2-3       |
| 21.11.06 | 15:00 | Puerto Rico | -        | Polonia     | 0-3       |
| 21.11.06 | 18:00 | Japón       | -        | Argentina   | 3-1       |
| 22.11.06 | 13:00 | China       | -        | Puerto Rico | 1-3       |
| 22.11.06 | 15:00 | Argentina   | -        | Egipto      | 3-1       |
| 22.11.06 | 18:00 | Polonia     | -        | Japón       | 3-0       |

- (¹) – Todos en Saitama
- (²) –  Hora local de Japón (UTC+9)

### Grupo B
| Equipo    | J | G | P | SG | SP | DS  | PTS |
| --------- | - | - | - | -- | -- | --- | --- |
| Brasil    | 5 | 4 | 1 | 13 | 4  | +9  | 9   |
| Francia   | 5 | 4 | 1 | 13 | 7  | +6  | 9   |
| Alemania  | 5 | 4 | 1 | 12 | 5  | +7  | 9   |
| Cuba      | 5 | 2 | 3 | 8  | 11 | -3  | 7   |
| Grecia    | 5 | 1 | 4 | 6  | 13 | -7  | 6   |
| Australia | 5 | 0 | 5 | 3  | 15 | -12 | 5   |

- Resultados

| Fecha    | Hora² | Partido¹  | Partido¹ | Partido¹  | Resultado |
| -------- | ----- | --------- | -------- | --------- | --------- |
| 17.11.06 | 14:00 | Cuba      | -        | Brasil    | 1-3       |
| 17.11.06 | 16:00 | Grecia    | -        | Francia   | 1-3       |
| 17.11.06 | 18:00 | Alemania  | -        | Australia | 3-1       |
| 18.11.06 | 14:00 | Brasil    | -        | Grecia    | 3-0       |
| 18.11.06 | 16:00 | Australia | -        | Francia   | 1-3       |
| 18.11.06 | 18:00 | Alemania  | -        | Cuba      | 3-0       |
| 19.11.06 | 14:00 | Cuba      | -        | Australia | 3-0       |
| 19.11.06 | 16:00 | Grecia    | -        | Alemania  | 0-3       |
| 19.11.06 | 18:00 | Francia   | -        | Brasil    | 3-1       |
| 21.11.06 | 14:00 | Cuba      | -        | Grecia    | 3-2       |
| 21.11.06 | 16:00 | Australia | -        | Brasil    | 0-3       |
| 21.11.06 | 18:00 | Alemania  | -        | Francia   | 3-1       |
| 22.11.06 | 14:00 | Brasil    | -        | Alemania  | 3-0       |
| 22.11.06 | 16:00 | Francia   | -        | Cuba      | 3-1       |
| 22.11.06 | 18:00 | Grecia    | -        | Australia | 3-1       |

- (¹) – Todos en Fukuoka
- (²) –  Hora local de Japón (UTC+9)

### Grupo C
| Equipo          | J | G | P | SG | SP | DS  | PTS |
| --------------- | - | - | - | -- | -- | --- | --- |
| Bulgaria        | 5 | 5 | 0 | 15 | 4  | +11 | 10  |
| Italia          | 5 | 4 | 1 | 14 | 6  | +8  | 9   |
| República Checa | 5 | 2 | 3 | 8  | 9  | -1  | 7   |
| Estados Unidos  | 5 | 2 | 3 | 8  | 10 | -2  | 7   |
| Venezuela       | 5 | 2 | 3 | 8  | 11 | -3  | 7   |
| Irán            | 5 | 0 | 5 | 2  | 15 | -13 | 5   |

- Resultados

| Fecha    | Hora² | Partido¹        | Partido¹ | Partido¹        | Resultado |
| -------- | ----- | --------------- | -------- | --------------- | --------- |
| 17.11.06 | 14:00 | Estados Unidos  | -        | Venezuela       | 1-3       |
| 17.11.06 | 16:00 | República Checa | -        | Irán            | 3-0       |
| 17.11.06 | 18:00 | Italia          | -        | Bulgaria        | 2-3       |
| 18.11.06 | 14:00 | Irán            | -        | Venezuela       | 1-3       |
| 18.11.06 | 16:00 | República Checa | -        | Italia          | 0-3       |
| 18.11.06 | 18:00 | Bulgaria        | -        | Estados Unidos  | 3-0       |
| 19.11.06 | 14:00 | Estados Unidos  | -        | República Checa | 3-1       |
| 19.11.06 | 16:00 | Venezuela       | -        | Bulgaria        | 1-3       |
| 19.11.06 | 18:00 | Italia          | -        | Irán            | 3-1       |
| 21.11.06 | 14:00 | Irán            | -        | Bulgaria        | 0-3       |
| 21.11.06 | 16:00 | República Checa | -        | Venezuela       | 3-0       |
| 21.11.06 | 18:00 | Italia          | -        | Estados Unidos  | 3-1       |
| 22.11.06 | 14:00 | Bulgaria        | -        | República Checa | 3-1       |
| 22.11.06 | 16:00 | Estados Unidos  | -        | Irán            | 3-0       |
| 22.11.06 | 18:00 | Venezuela       | -        | Italia          | 1-3       |

- (¹) – Todos en Nagano
- (²) –  Hora local de Japón (UTC+9)

### Grupo D
| Equipo        | J | G | P | SG | SP | DS  | PTS |
| ------------- | - | - | - | -- | -- | --- | --- |
| Serbia        | 5 | 5 | 0 | 15 | 2  | +13 | 10  |
| Rusia         | 5 | 4 | 1 | 12 | 3  | +9  | 9   |
| Canadá        | 5 | 3 | 2 | 9  | 9  | 0   | 8   |
| Túnez         | 5 | 2 | 3 | 8  | 10 | -2  | 7   |
| Corea del Sur | 5 | 1 | 4 | 7  | 13 | -6  | 6   |
| Kazajistán    | 5 | 0 | 5 | 2  | 15 | -13 | 5   |

- Resultados

| Fecha    | Hora² | Partido¹      | Partido¹ | Partido¹      | Resultado |
| -------- | ----- | ------------- | -------- | ------------- | --------- |
| 17.11.06 | 14:00 | Canadá        | -        | Kazajistán    | 3-0       |
| 17.11.06 | 16:00 | Rusia         | -        | Serbia        | 0-3       |
| 17.11.06 | 18:00 | Túnez         | -        | Corea del Sur | 3-2       |
| 18.11.06 | 14:00 | Rusia         | -        | Túnez         | 3-0       |
| 18.11.06 | 16:00 | Serbia        | -        | Kazajistán    | 3-1       |
| 18.11.06 | 18:00 | Corea del Sur | -        | Canadá        | 1-3       |
| 19.11.06 | 14:00 | Kazajistán    | -        | Corea del Sur | 1-3       |
| 19.11.06 | 16:00 | Túnez         | -        | Serbia        | 0-3       |
| 19.11.06 | 18:00 | Canadá        | -        | Rusia         | 0-3       |
| 21.11.06 | 14:00 | Túnez         | -        | Canadá        | 2-3       |
| 21.11.06 | 16:00 | Serbia        | -        | Corea del Sur | 3-1       |
| 21.11.06 | 18:00 | Rusia         | -        | Kazajistán    | 3-0       |
| 22.11.06 | 14:00 | Kazajistán    | -        | Túnez         | 0-3       |
| 22.11.06 | 16:00 | Canadá        | -        | Serbia        | 0-3       |
| 22.11.06 | 18:00 | Corea del Sur | -        | Rusia         | 0-3       |

- (¹) – Todos en Sendai
- (²) –  Hora local de Japón (UTC+9)

## Segunda fase
Clasifican los cuatro primeros de cada grupo formando dos grupos, el E (los cuatro mejores clasificados del A y del D) y el F (con los cuatro del B y del C). Compiten entre sí con los puntos que ya habían logrado en la fase anterior, pero quitándoles los puntos que obtuvieron al jugar con los dos equipos no clasificados.

### Grupo E
| Equipo      | J | G | P | SG | SP | DS  | PTS |
| ----------- | - | - | - | -- | -- | --- | --- |
| Polonia     | 7 | 7 | 0 | 21 | 2  | +19 | 14  |
| Serbia      | 7 | 6 | 1 | 18 | 5  | +13 | 13  |
| Rusia       | 7 | 5 | 2 | 17 | 6  | +11 | 12  |
| Japón       | 7 | 4 | 3 | 12 | 14 | -2  | 11  |
| Puerto Rico | 7 | 2 | 5 | 10 | 17 | -7  | 9   |
| Canadá      | 7 | 2 | 5 | 7  | 19 | -12 | 9   |
| Argentina   | 7 | 1 | 6 | 9  | 20 | -11 | 8   |
| Túnez       | 7 | 1 | 6 | 9  | 20 | -11 | 8   |

- Resultados

| Fecha | Hora² | Partido¹    | Partido¹ | Partido¹ | Resultado |
| ----- | ----- | ----------- | -------- | -------- | --------- |
| 25.11 | 11:00 | Argentina   | -        | Rusia    | 0-3       |
| 25.11 | 13:00 | Puerto Rico | -        | Serbia   | 1-3       |
| 25.11 | 15:00 | Polonia     | -        | Túnez    | 3-0       |
| 25.11 | 18:00 | Japón       | -        | Canadá   | 3-1       |
| 26.11 | 11:00 | Argentina   | -        | Serbia   | 1-3       |
| 26.11 | 13:00 | Polonia     | -        | Canadá   | 3-0       |
| 26.11 | 15:00 | Puerto Rico | -        | Rusia    | 0-3       |
| 26.11 | 18:00 | Japón       | -        | Túnez    | 3-2       |
| 28.11 | 11:00 | Puerto Rico | -        | Canadá   | 3-0       |
| 28.11 | 13:00 | Argentina   | -        | Túnez    | 3-2       |
| 28.11 | 15:00 | Polonia     | -        | Rusia    | 3-2       |
| 28.11 | 18:00 | Japón       | -        | Serbia   | 0-3       |
| 29.11 | 11:00 | Argentina   | -        | Canadá   | 2-3       |
| 29.11 | 13:00 | Puerto Rico | -        | Túnez    | 2-3       |
| 29.11 | 15:00 | Polonia     | -        | Serbia   | 3-0       |
| 29.11 | 18:00 | Japón       | -        | Rusia    | 0-3       |

- (¹) – Todos en Sendai
- (²) –  Hora local de Japón (UTC+9)

### Grupo F
| Equipo          | J | G | P | SG | SP | DS  | PTS |
| --------------- | - | - | - | -- | -- | --- | --- |
| Brasil          | 7 | 6 | 1 | 19 | 5  | +14 | 13  |
| Bulgaria        | 7 | 6 | 1 | 19 | 9  | +10 | 13  |
| Francia         | 7 | 5 | 2 | 18 | 12 | +6  | 12  |
| Italia          | 7 | 4 | 3 | 16 | 11 | +5  | 11  |
| Estados Unidos  | 7 | 3 | 4 | 12 | 15 | -3  | 10  |
| Alemania        | 7 | 2 | 5 | 10 | 16 | -6  | 9   |
| República Checa | 7 | 1 | 6 | 6  | 19 | -13 | 8   |
| Cuba            | 7 | 1 | 6 | 6  | 19 | -13 | 8   |

- Resultados

| Fecha | Hora² | Partido¹ | Partido¹ | Partido¹        | Resultado |
| ----- | ----- | -------- | -------- | --------------- | --------- |
| 25.11 | 11:00 | Cuba     | -        | Bulgaria        | 0-3       |
| 25.11 | 13:00 | Brasil   | -        | Estados Unidos  | 3-0       |
| 25.11 | 15:00 | Francia  | -        | República Checa | 3-0       |
| 25.11 | 18:00 | Alemania | -        | Italia          | 0-3       |
| 26.11 | 11:00 | Francia  | -        | Estados Unidos  | 3-2       |
| 26.11 | 13:00 | Brasil   | -        | República Checa | 3-0       |
| 26.11 | 15:00 | Alemania | -        | Bulgaria        | 1-3       |
| 26.11 | 18:00 | Cuba     | -        | Italia          | 1-3       |
| 28.11 | 11:00 | Francia  | -        | Bulgaria        | 2-3       |
| 28.11 | 13:00 | Alemania | -        | Estados Unidos  | 2-3       |
| 28.11 | 15:00 | Brasil   | -        | Italia          | 3-0       |
| 28.11 | 18:00 | Cuba     | -        | República Checa | 3-1       |
| 29.11 | 11:00 | Cuba     | -        | Estados Unidos  | 0-3       |
| 29.11 | 13:00 | Brasil   | -        | Bulgaria        | 3-1       |
| 29.11 | 15:00 | Alemania | -        | República Checa | 1-3       |
| 29.11 | 18:00 | Francia  | -        | Italia          | 3-2       |

- (¹) – Todos en Hiroshima
- (²) –  Hora local de Japón (UTC+9)

## Fase final
|  | Semifinales | Semifinales |   |          | Final         | Final |  |
|  |             |             |   |          |               |       |  |
|  |             |             |   |          |               |       |  |
|  |             |             |   |          |               |       |  |
|  | Polonia     | 3           |   |          |               |       |  |
|  | Bulgaria    | 1           |   |          |               |       |  |
|  |             |             |   |          |               |       |  |
|  |             |             |   |          |               |       |  |
|  |             |             |   |          | Polonia       | 0     |  |
|  |             | Brasil      | 3 |          |               |       |  |
|  |             |             |   |          |               |       |  |
|  |             |             |   |          |               |       |  |
|  |             |             |   |          | Tercer Puesto |       |  |
|  |             |             |   |          |               |       |  |
|  | Brasil      | 3           |   | Bulgaria | 3             |       |  |
|  | Serbia      | 1           |   |          | Serbia        | 1     |  |

### Semifinales
- Resultados

| Fecha | Hora² | Partido¹ | Partido¹ | Partido¹ | Resultado |
| ----- | ----- | -------- | -------- | -------- | --------- |
| 02.12 | 12:30 | Brasil   | -        | Serbia   | 3-1       |
| 02.12 | 15:00 | Polonia  | -        | Bulgaria | 3-1       |

- (¹) – En Tokio
- (²) –  Hora local de Japón (UTC+9)

### Tercer lugar
- Resultados

| Fecha | Hora² | Partido¹ | Partido¹ | Partido¹ | Resultado |
| ----- | ----- | -------- | -------- | -------- | --------- |
| 03.12 | 14:30 | Bulgaria | -        | Serbia   | 3-1       |

### Final
- Resultados

| Fecha | Hora² | Partido¹ | Partido¹ | Partido¹ | Resultado |
| ----- | ----- | -------- | -------- | -------- | --------- |
| 03.12 | 20:20 | Polonia  | -        | Brasil   | 0-3       |

- (¹) – En Tokio
- (²) –  Hora local de Japón (UTC+9)

## Medallero
|        |         |          |
| Brasil | Polonia | Bulgaria |

## Clasificación general
| 1. Brasil           |
| 2. Polonia          |
| 3. Bulgaria         |
| 4. Serbia           |
| 5. Italia           |
| 6. Francia          |
| 7. Rusia            |
| 8. Japón            |
| 9. Alemania         |
| 10. Estados Unidos  |
| 11. Canadá          |
| 12. Puerto Rico     |
| 13. Argentina       |
| 13. República Checa |
| 15. Cuba            |
| 15. Túnez           |
| 17. China           |
| 17. Corea del Sur   |
| 17. Grecia          |
| 17. Venezuela       |
| 21. Australia       |
| 22. Egipto          |
| 23. Irán            |
| 24. Kazajistán      |